# Тополница (община Брод)
Вижте пояснителната страница за други значения на Тополница.
Тополница (на македонска литературна норма: Тополница) е село в Северна Македония, в община Брод (Македонски Брод).

## География
Намира се в областта Поречие в източното подножие на планината Добра вода.

## История
В XIX век Тополница е село в Поречка нахия на Кичевска каза на Османската империя. В „Етнография на вилаетите Адрианопол, Монастир и Салоника“, издадена в Константинопол в 1878 година и отразяваща статистиката на населението от 1873 година Тополница (Topolnitza) е посочено като село с 14 домакинства с 68 жители българи.
Според статистиката на Васил Кънчов („Македония. Етнография и статистика“) от 1900 година Тополница е населявано от 230 жители българи християни.
На Етнографската карта на Битолския вилает на Картографския институт в София от 1901 година Тополница е чисто българско село в Кичевската каза на Битолския санджак с 40 къщи.
Цялото село в началото на XX век е сърбоманско. Според митрополит Поликарп Дебърски и Велешки в 1904 година в Тополница има 34 сръбски къщи. По данни на секретаря на Българската екзархия Димитър Мишев („La Macédoine et sa Population Chrétienne“) в 1905 година в Тополница има 320 българи патриаршисти сърбомани.
След Междусъюзническата война в 1913 година селото попада в Сърбия.
На етническата си карта на Северозападна Македония в 1929 година Афанасий Селишчев отбелязва Тополница като българско село.
По време на българското управление в Македония 1941 – 1944 година в Тополница е разположен щабът на 9 граничен участък. Българската армия построява чешма, прокаран е коларски път до ниви на селото. В началото на септември 1944 година в селото и край него се водят сражения между Девета гранична дружина и дражевистки части.
Според преброяването от 2002 година селото има 36 жители – 33 македонци и 3 сърби.